# Горнтаун (Вірджинія)
Горнтаун (англ. Horntown) — переписна місцевість (CDP) в США, в окрузі Аккомак штату Вірджинія. Населення — 912 особи (2020).

## Географія
Горнтаун розташований за координатами 37°57′57″ пн. ш. 75°27′36″ зх. д. / 37.96583° пн. ш. 75.46000° зх. д. (37.965961, -75.460057).  За даними Бюро перепису населення США в 2010 році переписна місцевість мала площу 13,92 км², з яких 13,65 км² — суходіл та 0,27 км² — водойми.

## Демографія
Згідно з переписом 2010 року, у переписній місцевості мешкали 574 особи в 281 домогосподарстві у складі 169 родин. Густота населення становила 41 особа/км².  Було 1142 помешкання (82/км²).
Расовий склад населення:
| - 52,4 % — білих - 44,9 % — чорних або афроамериканців - 0,5 % — азіатів - 0,3 % — корінних американців |

До двох чи більше рас належало 1,6 %. Частка іспаномовних становила 1,9 % від усіх жителів.
За віковим діапазоном населення розподілялося таким чином: 14,5 % — особи молодші 18 років, 58,0 % — особи у віці 18—64 років, 27,5 % — особи у віці 65 років та старші. Медіана віку мешканця становила 54,8 року. На 100 осіб жіночої статі у переписній місцевості припадало 92,6 чоловіків;  на 100 жінок у віці від 18 років та старших — 91,1 чоловіків також старших 18 років.
За межею бідності перебувало 8,6 % осіб, у тому числі 0,0 % дітей у віці до 18 років та 12,4 % осіб у віці 65 років та старших.
Цивільне працевлаштоване населення становило 124 особи. Основні галузі зайнятості: освіта, охорона здоров'я та соціальна допомога — 88,7 %, публічна адміністрація — 11,3 %.